# Duel Masters
Duel Masters (デュエルマスターズ Dyueru Masutāzu) är en manga, anime och ett kortspel. 
Kortspelet är gjort av Wizards. 
Duel Masters-mangan är gjord av Shigenobu Matsumoto och publicerat av Shogakukan i Coro Coro Comics.
Duel Masters är inte bara en anime utan också ett kortspel. Kortspelet är ett så kallat samlarkortspel för två spelare. Varje kortlek måste bestå av 40 kort.